# Viviendas sociales (Chile)

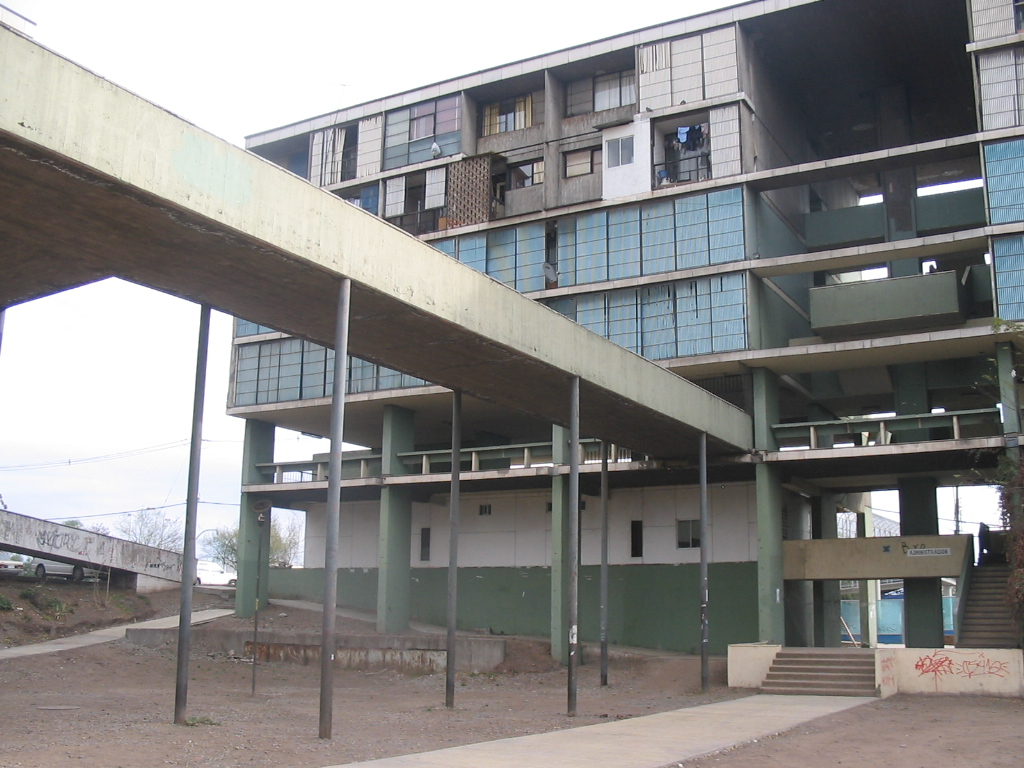
La Villa Portales, un símbolo vanguardista de las políticas habitacionales estatales chilenas en la década de 1950, que con el paso de los años quedarían en el olvido.

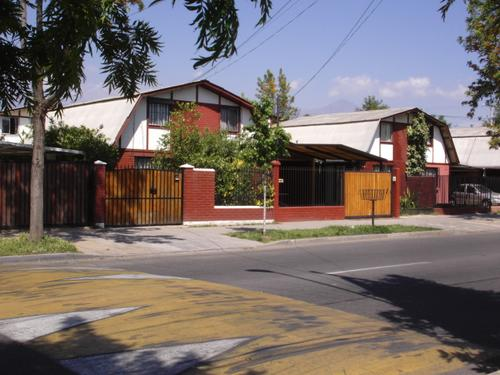
Casas sociales en Puente Alto, una muestra de las viviendas sociales contemporáneas.

Las viviendas sociales en Chile nacieron en el siglo XX en forma paralela a las demandas proletarias surgidas en el tiempo de la cuestión social. Hacia fines del siglo XIX, las primeras respuestas a la precaria situación de la población obrera se pudieron observar en la Ley de Habitaciones Obreras del año 1906, pionera en el ámbito latinoamericano, que marcó el inicio de las labores directas por parte del sector público en la formulación y puesta en marcha de las políticas habitacionales. La Población León XIII, ubicada en el barrio Bellavista (en Santiago de Chile), fue la muestra gráfica de esta primera piedra y hoy está protegida como Zona Típica por el Consejo de Monumentos Nacionales. En la década de 1940 la población de Santiago sufrió un explosivo aumento, básicamente por la migración campo-ciudad, por lo que surgieron los primeros campamentos que hicieron evidente el problema del déficit habitacional.
Sin embargo, este crecimiento había sido sin ningún tipo de regulaciones, las que comenzaron recién a aplicarse durante la década de 1960 con la creación de diversos planes de desarrollo del Gran Santiago, concepto surgido en la época en que se reflejaba la nueva realidad de una ciudad mucho más amplia, pero cuya urbanización había sido descoordinada. En 1958 fue lanzado el PRMS (Plan Regulador Metropolitano de Santiago), el cual sería aprobado en 1960 y en el que se proponía la organización del territorio urbano, fijando un límite de 38 600 hectáreas urbanas y semiurbanas, para una población máxima de 3,26 millones de habitantes, la construcción de nuevas avenidas (como la Avenida Circunvalación «Américo Vespucio» y la Carretera Panamericana), el ensanche de algunas ya existentes (como la Alameda) y el establecimiento de «cordones industriales», localizados principalmente en los ejes del camino a Melipilla por el poniente, la avenida Vicuña Mackenna en el oriente y la Panamericana Norte. El sector público y privado participó activamente en la construcción de viviendas sociales en Santiago de Chile, aunque el déficit seguía siendo muy grande. Surgieron barrios obreros en sectores de Barrancas, San Miguel y los límites de Santiago Centro. Un ejemplo emblemático de este proceso fue la Población Yarur. La politización del período y la urgencia de un suelo digno promovió la toma de terrenos (La Legua, Lo Hermida) y la presión a duplicar la construcción de poblaciones obreras. En ese período nacieron los términos «población callampa», «periferia» y «villas».

## Políticas habitacionales a fines de la década de 1960
En el gobierno de Eduardo Frei Montalva se implementó un vanguardista sistema de viviendas sociales inspirado en los barrios obreros parisinos y que fue abruptamente suspendido por el régimen militar de Augusto Pinochet, el cual modificó las políticas de vivienda social, debido al déficit fiscal imperante y los problemas ocasionados por el precio de construcción/venta. Ejemplos notables de aquel primer período son la Población 9000, la Villa Frei y la Villa Portales (véase la foto superior derecha). Estas políticas suponían un programa no solo de nivelación social de la población obrera.

## Políticas habitacionales desde la década de 1980
A partir del año 1973, la vivienda se concibe como un derecho que se adquiere con el esfuerzo y con el ahorro. Hacia la segunda mitad de esta década se comenzó a instaurar en el país una nueva ideología que impuso los principios de la economía de libre mercado. Estos postulados de libre mercado tuvieron sus expresiones en el diseño de las políticas de vivienda y de desarrollo urbano y hacia segmentación social, Solo a fines de la década de 1990, las villas de las comunas mencionadas comenzaron a ser integradas de manera efectiva a la gran trama urbana de Santiago. Se comenzó a hablar de ciudades dormitorio, apelativo surgido a raíz de que en las nuevas comunas no había equipamiento básico para las necesidades de la población. Por esa razón desde mediados de la década de 1990 se comenzó a construir más hospitales, colegios, parques y polos comerciales en alianzas entre el sector público y privado.
Desde el año 2000, se planteó reducir la cantidad de viviendas sociales para atender mayormente detalles en terminación, en un escenario de alza de los precios de terrenos de la capital. Debido a esto último, se potenció la política del subsidio habitacional para repoblar en altura áreas aledañas al centro aprovechando la infraestructura existente.